# Nephodia satellites
Nephodia satellites là một loài bướm đêm trong họ Geometridae.